# Diaphorus detectus
Diaphorus detectus är en tvåvingeart som beskrevs av Becker 1922. Diaphorus detectus ingår i släktet Diaphorus och familjen styltflugor. Inga underarter finns listade i Catalogue of Life.